# Paris Saint-Germain Féminines
'Paris Saint-Germain Féminine' (phát âm tiếng Pháp: [paʁi sɛ̃ ʒɛʁmɛ̃]), thường được gọi là Paris Saint-Germain, Paris SG, hoặc  đơn giản là Paris hoặc PSG, là một câu lạc bộ bóng đá chuyên nghiệp  có trụ sở tại Paris.  Được thành lập vào năm 1971, họ thi đấu ở Division 1 Féminine, hạng đấu cao nhất của bóng đá Pháp.  Sân nhà của họ là Stade Jean-Bouin.  Đây là đội nữ của Paris Saint-Germain.
PSG đã thi đấu ở giải đấu cao nhẩ kể từ năm 2001, khi họ giành chức vô địch Division 2.  Parisians đã giành được danh hiệu lớn đầu tiên của họ, Coupe de France, vào năm 2010. Chiếc cúp này, cùng với việc câu lạc bộ tiếp quản, đánh dấu sự khởi đầu của một kỷ nguyên mới.  PSG đã đi từ một đội bóng giữa bảng xếp hạng sang trở thành một trong những đội bóng xuất sắc nhất bóng đá châu Âu.  Kể từ đó, Red và  Blues đã lần đầu tiên lên ngôi vô địch Division 1 vào năm 2021, giành thêm hai danh hiệu cúp quốc gia vào năm 2018 và 2022, và lọt vào trận chung kết UEFA Women's Champions League hai lần.
Trang phục sân nhà của câu lạc bộ là màu đỏ, xanh dương và trắng.  Logo của PSG có hình Tháp Eiffel và Hoa bách hợp.  PSG có một sự cạnh tranh gay gắt với Olympique Lyonnais.  Bộ đôi này thi đấu trong trận đấu khét tiếng nhất của bóng đá Pháp, được gọi là Le Classique.  Họ cũng có sự cạnh tranh gay gắt với Paris FC, một trận đấu được gọi là Derby Parisian.
Tamim bin Hamad Al Thani, người cai trị Qatar, sở hữu câu lạc bộ chủ quản Paris Saint-Germain thông qua tổ chức cổ phần Quốc doanh Qatar Sports Investments (QSI), mua lại câu lạc bộ vào năm 2011.  Việc tiếp quản khiến PSG trở thành câu lạc bộ giàu nhất ở Pháp và là một trong những câu lạc bộ giàu nhất trên thế giới. QSI nắm quyền kiểm soát đội tuyển nữ vào năm 2012.

## Lịch sử câu lạc bộ

### Nền tảng và hành trình đến Division 1 (1971–2001)
Một năm sau khi thành lập câu lạc bộ, Paris Saint-Germain đã thành lập câu lạc bộ nữ vào mùa hè năm 1971 sau khi Liên đoàn bóng đá Pháp (FFF) bật đèn xanh cho bóng đá nữ. PSG đã ký hợp đồng với 33 cầu thủ nữ cho mùa giải 1971–72 và đội bóng mới được thành lập bắt đầu hành trình ở Ligue de  Paris, cấp độ thấp nhất của hệ thống bóng đá. Họ đã về nhì trong chiến dịch đó, thành tích tốt nhất từ trước đến nay của họ và tiếp có mặc ở giải vô địch Parisian thêm bảy năm nữa, mặc dù không thành công.
Trước mùa giải 1979–80, PSG được thăng hạng lên giải đấu cao nhất của bóng đá Pháp, Division 1, sau khi giải đấu này tăng từ 20 lên 48 đội. Tuy nhiên, thời gian thi đấu đầu tiên của họ chỉ kéo dài ba mùa giải, và PSG lại xuống chơi ở Division 2 vào năm 1982. Red và Blues đã lên và xuống hạng giữa hai hạng đấu cao nhất suốt 19 năm tiếp theo.  Sau một mùa giải 1999-2000 đầy kịch tính, đội bóng bỏ lỡ cơ hội thăng hạng bằng việc thua trong trận đấu cuối cùng trước  ứng cử viên thăng hạng Schiltigheim, PSG cuối cùng đã ổn định con tàu vào năm 2001. Dưới sự dẫn dắt của huấn luyện viên Sébastien Thierry và hậu vệ trẻ Laura Georges, đội bóng đã thắng 16 trên số 18 trận đấu ở Bảng A để giành lại vị trí là một trong số những đội mạnh nhất nước Pháp.  PSG sau đó giành được danh hiệu Division 2 (2000-01) sau khi đánh bại đội đầu bảng C Tours trong  trận chung kết.  Kể từ đó, Paris SG chưa bao giờ bị xuống hạng từ Division 1.

### Từ đội giữa bảng đến danh hiệu lớn đầu tiên (2001–2010)

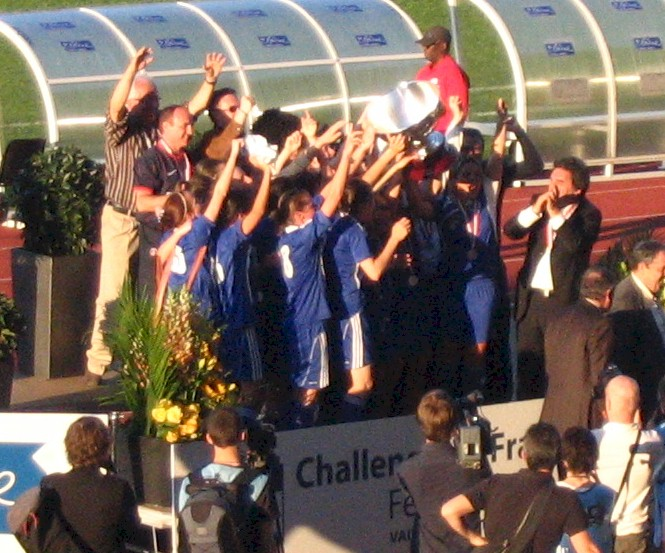
PSG vô địch cúp quốc gia Pháp năm 2010.

Dưới sự dẫn dắt của huấn luyện viên Cyril Combettes, Paris Saint-Germain vẫn không gặp vấn đề lớn nào ở Giải hạng 1 nhưng không ở gần các đội hàng đầu. Mùa hè năm 2005,  Sabrina Delannoy và Laure Boulleau được chiêu mộ từ CNFE Clairefontaine.  Cùng nhau, họ đã chơi hơn 400 trận với PSG, là hai cầu thủ khoác áo nhiều nhất của câu lạc bộ.  Bộ đôi hậu vệ này đã trải qua mọi thứ với đội bóng thủ đô: cuộc chiến trụ hạng, kết thúc ở vị trí giữa bảng, cuộc đua danh hiệu và danh hiệu lớn đầu tiên của câu lạc bộ. Nam và nữ nói chung, Delannoy là cầu thủ khoác áo PSG nhiều thứ sáu từ trước đến nay,  chỉ đứng sau các đồng nghiệp nam Jean-Marc Pilorget, Sylvain Armand, Safet Sušić, Paul Le Guen và Marco Verratti.
Vào cuối tháng 3 năm 2007, Cyril Combettes từ chức vì những vấn đề trong mối quan hệ với các cầu thủ.  Anh được thay thế bởi Eric Leroy ở mùa giải 2007–08. Bất chấp khởi đầu khó khăn, kể cả thất bại nặng nề trước Montpellier trong trận đấu đầu tiên, mùa giải vẫn thành công. Dưới sự chỉ đạo của Leroy, đội đã cán đích ở vị trí thứ năm và lọt vào trận chung kết Challenge de France lần đầu tiên. Bị loại ở cùng giai đoạn ,  Red và Blues đã học được bài học của mình và đánh bại đối thủ trong trận "Derby Parisian" là Paris FC (lúc đó có tên là Juvisy) ở bán kết. Tuy nhiên, Olympique Lyonnais tỏ ra quá mạnh so với PSG trong trận đấu quyết định danh hiệu tại Stade de France, dễ dàng hạ gục PSG và mang về chiếc cúp với chiến thắng ba bàn không gỡ.
Sau một mùa giải 2008–09 đáng thất vọng, Camillo Vaz đã thay thế Éric Leroy vào tháng 6 năm 2009. PSG đã chiêu mộ các cầu thủ quốc tế người Pháp Élise Bussaglia, Julie Soyer và Jessica Houara trong mùa hè đó.  Đội nữ sau đó đã kỷ niệm sinh nhật lần thứ 38 của họ bằng trận ra mắt tại Parc des Princes.  Thường dành cho đội nam, PSG tiếp đối thủ cùng thành phố là Paris FC tại sân vận động vào ngày 18 tháng 10 năm 2009. Trước 5.892 khán giả, họ đã đánh bại các vị khách nhờ bàn thắng sớm của Camille Abily.  Mùa giải 2009–10 kết thúc với vị trí thứ ba, lần đầu tiên họ đứng trên bục nhận giải. Tốt hơn nữa, người Paris cũng lọt vào trận chung kết Challenge de France lần thứ hai sau đánh bại Lyon ở bán kết.
Noilhan đã rời câu lạc bộ ngay trước trận chung kết, để Vaz làm huấn luyện viên duy nhất. Tuy nhiên, điều này không ngăn được PSG đè bẹp đương kim vô địch Montpellier tại Stade Robert Bobin để giành danh hiệu lớn đầu tiên cũng như danh hiệu thứ hai từ trước đến nay và  lần đầu tiên kể từ năm 2001. Tiền đạo biểu tượng của câu lạc bộ Igrid Boyeldieu, người sẽ giải nghệ vào cuối mùa giải, đã mở tỷ số trong hiệp một.  Sau giờ nghỉ giải lao, PSG ghi thêm bốn bàn nữa. Trận đấu kết thúc với tỷ số 5–0, chiến thắng đậm nhất trong lịch sử các trận chung kết cúp quốc gia.

### Lần đầu tiên ra mắt châu Âu và sự tiếp quản của Qatari (2010–2013)
Mùa giải 2010–11 đánh dấu một bước ngoặt đối với Paris. Vào mùa hè, ngôi sao người Brazil Kátia gia nhập câu lạc bộ theo dạng chuyển nhượng  tự do từ Lyon. PSG kết thúc mùa giải ở vị trí thứ 2 sau đối thủ nặng ký Olympique Lyonnais và lần đầu tiên trong lịch sử được tham dự UEFA Women's Champions League. Parisians đã đánh bại đội đứng thứ hai Montpellier trong trận đấu cuối cùng của mùa giải, nhờ bàn thắng của đội trưởng Sabrina Delxen trên chấm phạt đền trong những phút bù giờ. Élise Bussaglia được vinh danh là cầu thủ xuất sắc nhất mùa giải của Division 1.
Được miễn thi đấu vòng bảng, PSG ra mắt tại châu Âu bằng cách đánh bại đội Peamount của Ireland tại vòng 16 đội,trước khi bị đánh bại bởi gã khổng lồ Đức và cũng là đội đá tiến vào trận chung kết 1. FFC Frankfurt.. Tuy nhiên phần còn lại của mùa giải 2011-12 đã không thành công. Chấn thương của các cầu thủ chủ chốt Léa Rubio, Laure Lepailleur và Caroline Pizzala đã làm đội bóng yếu đi. Đội bóng kết thúc mùa giải ở vị trí thứ 4 sau thất bại nặng nề trên sân nhà trước Paris FC. Kết quả là, huấn luyện viên Camillo Vaz đã rời đội bóng vào cuối mùa giải.
PSG trở lại ngay lập tức với sự chuyên nghiệp hóa đội bóng của chủ sở hữu mới Qatar Sports Investments (QSI) trước mùa giải 2012-13. Họ đã chi tiêu rất nhiều để xây dựng một đội có khả năng cạnh tranh với các câu lạc bộ xuất sắc nhất ở Pháp và châu Âu, bao gồm cả Lyon, đồng thời ký hợp đồng liên bang với 21 cầu thủ, điều chưa từng có trong bóng đá nữ. Các cầu thủ quốc tế nổi tiếng Shirley Cruz, Kosovare Asllani, Annike Krahn and Linda Bresonik là những người đầu tiên đến với đội bóng, cũng như Farid Benstiti, huấn luyện viên đã dẫn dắt Lyon đến với bốn chức vô địch liên tiếp. Một mùa giải sau đó, PSG chiêu mộ Marie-Laure Delie cầu thủ bóng đá nữ đầu tiên đến Pháp với giá 50k Euro. Là một phần của cuộc cách mạng này, PSG cũng chuyển đến Stade Sébastien Charléty vào năm 2012 và sau đó đến Stade Jean-Bouin vào năm 2018, bỏ sân Stade Municipal Georges Lefèvre nhỏ hơn, sân nhà của họ kể từ năm 1971.